# Кекава
Ке́кава (латыш. Ķekava; ранее — Кеккау) — город (с 1 июля 2022 года) в центральной части Латвии, административный центр Кекавского края и Кекавской волости (в состав волости не входит).
Расположен в 17 км к югу от Риги, на левом берегу Даугавы в непосредственной близости от Рижского водохранилища.

## История
Кекавская усадьба и одноимённая водяная мельница впервые упоминаются в 1435 году, в связи с тяжбой между Ригой и Ливонским орденом.
После раздела Ливонии в 1561 году имение вошло в состав Курляндского герцогства, а с 1793 года — в состав Курляндской губернии России. Лютеранская церковь, которая сегодня стоит в центре города, также относится к этому периоду.

## Транспорт

### Автодороги
Через Кекаву проходит региональная автодорога P137 — ранее часть автомагистрали A7 Рига — Бауска — граница Литвы (Гренцтале), входившей в состав Европейского маршрута E 67 (ныне проходящей в обход Кекавы). Огибая Кекаву, проходит рижская окружная автомагистраль A5 Саласпилс — Бабите, являющаяся частью Европейского маршрута E 77. Также к городу подходит региональная автодорога P89 Кекава — Скайсткалне.
Среди местных автодорог наиболее значима V6 Кекава — Плаканциемс.

### Автобусы и маршрутные такси
- Рига — Балдоне
- Рига — Бауска
- Рига — Вецумниеки
- Рига — Яунелгава — Айзкраукле

- Рига — Кекава
- Рига — Текстилниеки
- Рига — Даугмале

## Достопримечательности
- Долеская лютеранская церковь Святой Анны (архитектор Кристоф Хаберланд, 1783 г.)
- Кекавская лютеранская церковь
- Катлакалнсская лютеранская церковь
- Кекавский краеведческий музей
- Даугмальский школьный музей
- Титургское озеро
- Мулкалнс
- Даугмальское городище
- Катлакалнсские сосны
- Канал Э. Оствальда
- Муриши
- Народный дом Доле
- Кекавская начальная школа
- Усадьба Рамава-Депкина
- Памятный камень репрессированным жителям края
- Надгробие Гарлиба Меркеля
- Памятный камень Э. Оствальду
- Баложская лягушка
- Надгробие Иоганна Генриха Баумана
- Памятный камень Роберту Мурниексу
- Памятный камень «Путь беженцев»
- Янова горка — святой пригорок предков
- Остров смерти
- Братская могила у Труселей
- Катлакалнсское братское кладбище
- Фонтан города Баложи[6]